# Antônio Dias dos Santos
Antônio Dias dos Santos, detto Toninho o Toninho Baiano (Vera Cruz, 7 giugno 1948 – Salvador, 8 dicembre 1999), è stato un calciatore brasiliano, di ruolo difensore.

## Caratteristiche tecniche
Giocava come difensore centrale e laterale; proprio nella posizione di laterale destro, Toninho si fece notare per la resistenza fisica, i suoi cross dalla destra e l'efficacia nei contrasti.

## Carriera

### Club
Iniziò nel São Cristóvão-BA come ala sinistra, e si spostò in difesa a causa dell'infortunio del laterale destro titolare. Debuttò a livello professionistico nel 1967, con il Galícia, ma tre anni dopo si trasferì al Fluminense.
Sotto la guida del tecnico Paulo Amaral, diventò un giocatore molto versatile, in grado di giocare sia come difensore che come ala su entrambe le fasce. Vinse i campionati carioca 1971, 1973 e 1975, oltre al Torneo Roberto Gomes Pedrosa 1970. Il suo trasferimento dal Fluminense al Flamengo fu dovuto a contrasti con il tecnico Didi, che sostenne che il giocatore soffriva di un blocco psicologico.
All'inizio del 1976 Francisco Horta, presidente del Fluminense, diede vita ad un giro di trasferimenti tra i quattro principali club di Rio de Janeiro. Toninho, insieme a Carlos Alberto e altri due giocatori (Roberto e Zé Roberto), passò al Flamengo, in cambio di Rodrigues Neto, Narciso Doval, Renato e Paulinho Amorim. Inizialmente inviso alla tifoseria del Flamengo, che lo incolpava della perdita del loro idolo Doval, Toninho diventò presto uno dei favoriti dei tifosi, oltre alla stima dei giornalisti, che lo ritenevano uno dei migliori terzini del Brasile. Nei quattro anni e mezzo che passò al Flamengo vinse il tricampionato carioca 1978, 1979 e 1979 especial, oltre al campionato di calcio brasiliano 1980.
Negli anni successivi, fu ipotizzata una sua partecipazione al campionato del mondo 1982, ma il suo trasferimento all'Al-Ahli, in Arabia Saudita, fece sì che questa possibilità svanisse. Lasciò tale club dopo una controversia riguardante il suo passaggio ad un altro club saudita e tornò in patria. Essendo il suo cartellino ancora di proprietà dell'Al-Ahli, che per liberarlo esigeva un milione di dollari, giocò solo quattro partite per il Bangu, prima di doversi ritirare nel 1982.

### Nazionale
Ha giocato diciassette partite per il Brasile, venendo incluso tra i convocati per il campionato del mondo 1978.

## Palmarès

### Club

#### Competizioni nazionali
- Torneo Roberto Gomes Pedrosa: 1

Fluminense: 1970
- Campionato Carioca: 6

Fluminense: 1971, 1973, 1975
Flamengo: 1978, 1979, 1979
- Taça Guanabara: 1

Fluminense: 1971
Flamengo: 1980
- Campionato brasiliano: 1

Flamengo: 1980